# Anolis pinchoti
El Anolis pinchoti o lagarto de Providencia es una especie de saurio de la familia Dactyloidae endémica de la Isla de Providencia, Colombia.

## Estado de conservación
Se encuentra amenazado por la pérdida de hábitat y el tráfico de mascotas exóticas. La especie está incluida en la IUCN Redlist como una especie en estado vulnerable desde el año 2011.